# Придатки яичника
Возле каждого яичника расположены рудиментарные образования: 
Придатки яичников (лат. epoöphoron) состоят из сети поперечных канальцев и продольного протока придатка, расположенные между листками брыжейки маточной трубы между яичником и концом трубы.
Околояичниковый придаток (лат. paroöphoron) представляет собой небольших размеров узелок желтоватого цвета, который также залегает в брыжейке маточной трубы, возле трубного конца яичника. 
Везикулярные придатки (лат. appendices vesiculosae), или стебельчатые гидатиды, имеют вид пузырьков (могут в норме отсутствовать), подвешенных на длинных ножках, наполненных прозрачной жидкостью. Все придатки яичников представляют собой рудиментарные образования, остатки первичной почки и её протока.
Яичник получает питание из яичниковой артерии (a. ovarica) и яичниковой ветви маточной артерии (r. ovaricus). Кровь оттекает от яичника по яичниковой вене (vv. оvaricae).